# Hernán Fuentes Guzmán
Pablo Hernán Fuentes Guzmán es un abogado y político peruano. Fue Presidente Regional de Puno entre 2007 y 2010.
Nació en Azángaro, Perú, el 1 de julio de 1960. Se graduó de abogado en la Universidad Nacional de San Antonio Abad de la ciudad del Cusco. Su primera participación política se dio en las elecciones municipales de 1998 en las que postuló a la alcaldía de la provincia de San Román sin éxito. Participó luego en las elecciones regionales del 2006 como candidato a la presidencia del Gobierno Regional de Puno por el partido Avanza País - Partido de Integración Social logrando ser elegido para ese cargo. En las elecciones regionales del 2014 se presentó como candidato a la vicepresidencia del Gobierno Regional junto con el candidato a presidente, su hermano Isauro Uldarico Fuentes Guzmán. No tuvieron éxito al conseguir sólo el 2.808% de los votos.
Se le destacó como un candidato "antisistema" y cercano a Antauro Humala y a los regímenes socialistas de Bolivia, Cuba, China y Venezuela así como admirador de Hugo Chávez. Durante su gestión, su mismo vicepresidente Mauro Justo Vilca lo tildó de "autoritario" y "personalista". Su gestión fue criticada por políticos puneños incluyendo al entonces congresista por Puno Yonhy Lescano. El gesto más significativo de su gestión fue el abierto apoyo a la presencia de la ALBA en el departamento de Puno para el que incluso facilitó un local en su propio domicilio.
El 13 de mayo del 2011 se informó que Fuentes fue condenado a una pena de cuatro años de pena privativa de la libertad suspendida por la comisión del delito de peculado en forma de usurpación de funciones en agravio del Gobierno Regional de Puno durante su gestión como presidente regional.